# WikiReader
WikiReader是一款可离线访问维基百科的移动设备。此设备由OpenMoko项目提供支持，Pandigital公司制造，源代码于GitHub上以GPLv3协议公开。

## 历史
2009年10月，WikiReader发布，是第一个让用户离线使用维基百科的产品。后续更新增加了产品支持的语言，用户可以每年29美元的价格购买数据更新。更新每年两次，通过换新存储卡离线完成。用户可以自备16GB的存储卡向WikiReader一并安装英语维基百科、维基语录、维基词典和古腾堡计划的内容。设备提供家长控制和计算器功能，内置Forth语言解析器，可运行用该语言编写的程序。
2014年末，WikiReader项目及其网站被废弃，已生产的设备不再接受更新。尽管如此，reddit上的有关社群时至今日仍然提供非官方的更新服务。

## 技术参数
- 显示： 单色液晶显示屏，240×208像素[6]
- 接口：电容触控屏、四个实体键[7]
- 中央处理器：爱普生S1C33 E07单片机
- 固件：64KB闪存[6]
- 内存：32MB SDRAM[6]
- 只读存储器：microSD卡[6]
- 语言：英语
- 耗电：两节AAA电池[6]
- 电池寿命：90小时[8]；等同于正常使用一年的耗电量（制造商声称）[9][10]

## 缺陷
WikiReader在实际使用上有许多缺陷，例如受黑白屏幕的限制，只能显示维基百科的文本内容而不能显示图像。此外产品在设计时为了缩短检索耗时而减小了索引文件，导致一些国际音标、西里尔字母和带有变音符号的拉丁字母等字符无法显示。